# هنري مارشال (سياسي أمريكي)
هنري مارشال (بالإنجليزية: Henry Marshall) هو سياسي أمريكي، ولد في 28 ديسمبر 1805 في مقاطعة دارلينجتون في الولايات المتحدة، وتوفي في 13 يوليو 1864 في مقاطعة ديسوتو في الولايات المتحدة. انتخب عضو مجلس ولاية لويزيانا.